# Хант, Марта
Марта Хант (англ. Martha Hunt; род. 27 апреля 1989, Уилсон, Северная Каролина) — американская модель. С апреля 2015 года один из «ангелов» компании Victoria’s Secret.

## Ранние годы
Родилась в 1989 году в штате Северная Каролина. В юном возрасте была замечена модельным агентом и приглашена на кастинг, после прохождения которого уехала в Нью-Йорк, где подписала профессиональный контракт с агентством IMG Models.  На высоком подиуме впервые появилась в 2007 году на показе Issey Miyake в рамках недели высокой моды в Париже.  Марту часто сравнивают с такими моделями, как Кейт Мосс и Джемма Уорд.

## Карьера
Начиная с 2009 года с различной периодичностью появляется на обложках ведущих мировых модных журналов, среди которых можно выделить: Vogue, Harper's Bazaar, GQ, Marie Claire.
В различное время принимала участие в показах: Givenchy, Oscar de la Renta, Christopher Kane, Tom Ford, Ralph Lauren, Carolina Herrera, Kenneth Cole, Louis Vuitton, Balmain, Atelier Versace, Stella McCartney, Gianfranco Ferré, Prada, Dolce & Gabbana, Etro, Marni, Missoni, Victoria's Secret, Giambattista Valli, Chanel, John Galliano, Джейсон Ву, Cushnie Et Ochs, Tome, Vionnet, Marc Jacobs, A Détacher, Badgley Mischka, Ральф Руччи, Fisico, Graeme Armour, John Richmond, Lela Rose, Luca Luca, Naeem Khan, Nanette Lepore, Nicole Miller, Parah, Simonetta Ravizza и другие.
В 2013, 2014 и 2015 годах была приглашена на итоговый показ компании Victoria’s Secret. С 2015 года является «ангелом» Victoria’s Secret.
В 2015 году снялась в музыкальном видео «Bad Blood» своей подруги Тейлор Свифт и участвовала в шоу-показе Swim Special. Представляла линейку одежды  Free People.
В 2017 году приняла участие в съемках клипа на композицию Paris американского электронного дуэта The Chainsmokers.

## Личная жизнь
C 2015 года состоит в отношениях с Джейсоном МакДоналдом. В январе 2020 года пара обручилась. 6 ноября 2021 года у Хант и Макдоналда родилась дочь, которую назвали Эмери.

## Избранная фильмография
| Год  | Русское название   | Оригинальное название | Роль                |
| ---- | ------------------ | --------------------- | ------------------- |
| 2007 | Криган             | Cregan                | Девушка с покупками |
| 2014 | Две девицы на мели | 2 Broke Girls         | в роли самой себя   |